# Alois Kříž
Alois Kříž (geboren 26. Februar 1911 in Hamburg-Ottensen; gestorben 26. März 1947 in Prag) war ein tschechoslowakischer Journalist.

## Leben
Alois Kříž studierte an der Prager Karls-Universität und wurde Journalist. Nach der deutschen Okkupation der Tschechoslowakei im März 1939 wandte er sich der nationalsozialistischen Ideologie zu und arbeitete als Journalist unter dem Regime der deutschen Besatzer und der tschechischen Kollaborationsregierung. Kříž berichtete als Chefredakteur der Prager Zeitung Vlajka vom Westfeldzug 1940. Er nahm im September 1940 an der Propagandareise von 38 tschechischen Künstlern und Journalisten ins Deutsche Reich und in die besetzten Niederlande teil und berichtete in seinem Buch Krev za novou Evropu (Blut für das Neue Europa) von seinen Reiseeindrücken. 1941 erschien sein antisemitisches Buch Co víte o Židech? (Was wissen Sie über die Juden?). Ab 1941 arbeitete er auch für den tschechischen Rundfunk und leitete ab März 1942 dessen politische Kommentare. Für den Rundfunk produzierte er die Sendereihe Co víte o Židech a zednářích? (Was wissen Sie von den Juden und Freimaurern?)
Kříž wurde bei Kriegsende verhaftet. Die Beschuldigung, im Prager Aufstand am 5. Mai 1945 auf Seiten der deutschen SS mit der Waffe gekämpft zu haben, wurde mangels Beweisen fallengelassen. Wegen seiner Kollaboration mit der deutschen Besatzungsmacht wurde er von einem Prager Volksgericht zum Tode verurteilt und im Gefängnis Pankrác hingerichtet.

## Schriften
- Krev za novou Evropu. Prag : Nákl. vl., 1940
- Co víte o Židech?. Prag : Orbis, 1941